# Dagdrömmen

Skiss av The Day Dream från 1878–1880 i Ashmolean Museums samlingar.

Dagdrömmen (engelska: The Day Dream) är en oljemålning av den engelske konstnären Dante Gabriel Rossetti. Den målades 1880 och är sedan 1901 utställd på Victoria and Albert Museum i London.
Dagdrömmen var en av Rossettis sista målningar. Han gjorde ett misslyckat självmordsförsök 1872 och levde därefter en tynande tillvaro i ett töcken av alkohol och droger. Från omkring 1865 hade han en olycklig kärleksrelation med Jane Morris, hustru till sin vän och konstnärskollega William Morris. Det är hon som suttit modell för Dagdrömmen, liksom flera andra Rossettimålningar såsom Proserpine och Dantes dröm (1869–1871). 
Bilden visar en kvinna som sitter bland grenarna i en tysklönn och håller en bok och en kaprifol. Den luktande blomman symboliserade kärlek i det viktorianska England, och Rossetti kan ha inkluderat den som en subtil referens till förhållandet mellan honom och hans modell. Han målade ofta kvinnoporträtt med en drömmande, introvert och transliknande stämning. Som ung grundade han det prerafaelitiska brödraskapet som inspirerades av konsten före Rafael, främst italienskt 1400-talsmåleri (ungrenässansen), Dantes diktning och medeltida sagor och legender. Dagdrömmen kallas också för Monna Primavera som anspelar på Dantes diktning i I livets vår.
Rossetti var också en poet och skrev en sonett med samma namn som lyder:
| ” | The thronged boughs of the shadowy sycamore Still bear young leaflets half the summer through; From when the robin 'gainst the unhidden blue Perched dark, till now, deep in the leafy core, The embowered throstle's urgent wood-notes soar Through summer silence. Still the leaves come new; Yet never rosy-sheathed as those which drew Their spiral tongues from spring-buds heretofore. Within the branching shade of Reverie Dreams even may spring till autumn; yet none be Like woman's budding day-dream spirit-fann'd. Lo! tow'rd deep skies, not deeper than her look, She dreams; till now on her forgotten book Drops the forgotten blossom from her hand. | „ |

Målningen beställdes 1879 av Constantine Alexander Ionides och vid hans död 1900 testamenterades den till Victoria and Albert Museum.